# Brivido di sangue
Brivido di sangue (The Wisdom of Crocodiles, in italiano La saggezza dei coccodrilli) è un film del 1998 diretto da Po-Chih Leong, interpretato da Jude Law nel ruolo di un vampiro nella Londra contemporanea.
È tratto dall'omonimo romanzo d'esordio di Paul Hoffman.

## Trama
Stephen Grlscz è un vampiro; la sua condizione è celata per gran parte del film. L'azione si apre con la morte di Sarah Dancan, fidanzata del protagonista, ritrovata su un albero dopo un incidente stradale. Stephen si mostra turbato. In seguito, presso una stazione della metropolitana, il ragazzo impedisce il suicidio di una donna, Maria. Tra i due nasce subito un buon rapporto; iniziano a frequentarsi, ma mentre fanno l'amore lui le morde il collo, succhiandole tutto il sangue e uccidendola. Stephen fa sparire il cadavere e si mette di nuovo in caccia di un'altra donna.
In un museo, Stephen cattura l'attenzione di Anne, giovane ingegnere incuriosita da un suo ritratto fatto dal ragazzo. Subito dopo viene rinvenuto il cadavere di Maria e Stephen spiega alla polizia di aver avuto una storia con la ragazza. Intanto la relazione con Anne diventa più profonda. Stephen tenta di fare di lei l'ennesima vittima, ma fallirà nel suo intento. Diversamente da Maria, infatti, Stephen in un primo momento non riuscirà ad ucciderla poiché ormai innamorato di lei e quando tenterà nuovamente, Anne riuscirà a divincolarsi dal mostro prima di essere morsa e dopo una lunga lotta gli infliggerà alcuni colpi mortali lasciandolo morire esangue nel suo palazzo.

## Accoglienza
Sull'aggregatore Rotten Tomatoes il film riceve il 47% delle recensioni professionali positive con un voto medio di 5,3 su 10 basato su 19 critiche, mentre su Metacritic ottiene un punteggio di 58 su 100 basato su 11 critiche.

## Premi e riconoscimenti
- Fantastic'Arts 1999: Premio della giuria
- Méliès d'argento 1999